# 16. Panzer-Division
16. Panzer-Division var ett tyskt pansariförband under andra världskriget. Divisionen omorganiserades i november 1940 från 16. Infanterie-Division.
Divisionen sändes till Rumänien där den framför allt fungerade som reserv under Balkankampanjen.
Vid utbrottet av Operation Barbarossa sändes divisionen till den södra sektorn av östfronten där den förintades i Slaget om Stalingrad.
Förbandet återorganiserades i Frankrike varefter det sändes till krigsskådeplatserna i Italien och divisionen deltog bland annat i striderna vid Salerno och Neapel, varefter den åter transporterades till östfronten – nu till den centrala sektorn.
Divisionen drabbades av svåra förluster vid striderna vid Kiev varför den transporterades till Polen för återupprustning innan den åter sändes till fronten.
Divisionen slutade kriget i Tjeckoslovakien där en del av förbandet kapitulerade till Röda armén och en del till US Army.

## Befälhavare
- Generalmajor Hans-Valentin Hube (1 nov 1940 - 15 sep 1942)
- Generalmajor Günther Angern (15 sep 1942 - 2 feb 1943)
- Generalmajor Burkhart Müller-Hillebrand (? mar 1943 - 5 maj 1943)
- Generalmajor Rudolf Sieckenius (5 maj 1943 - 1 nov 1943)
- Generalmajor Hans-Ulrich Back (1 nov 1943 - 14 aug 1944)
- Generalmajor Dietrich von Müller (14 aug 1944 - 19 apr 1945)
- Oberst Kurt Treuhaupt (19 apr 1945 - 8 maj 1945)

## Organisation
April 1941
- Stab
- 2. pansarregementet
- 16. skyttebrigaden
  - (2  regementen)
- 16. motorcykelbataljonen
- 16. pansarjägarbataljonen
- 16. spaningsbataljonen
- 16. artilleriregementet
- 16. signalbataljonen
- 16. pionjärbataljonen (mot)
- träng- och tygförband

April 1944
- Stab
- 2. pansarregementet
- 64. pansargtrenadjärregementet
- 16. pansarjägarbataljonen
- 16. pansarspaningsbataljonen
- 16. pansarartilleriregementet
- 16. pansarsignalbataljonen
- 16. pansarpionjärbataljonen
- träng- och tygförband